# 二·七会议
二·七会议是由中国共产党红四军前委、赣西特委、红五军、六军军委，于1930年2月6日到9日，在江西吉安县陂头村，举行的一次联席会议。

## 会议成果
会议确定了中国共产党在赣西南的任务：
- 扩大苏维埃地区
- 深入土地革命
- 扩大工农武装
- 制定攻打吉安，进而夺取江西全省的战略部署

会议还制订了一部《土地法》，并成立了一个前委，成员包括：
- 书记：毛泽东
- 常委：毛泽东、曾山、刘士奇、潘星元
- 候补常委：黄公略、彭德怀

## 前委的第1号通告
1930年2月16日，前委发布了第1号通告，在该通告中认为：
赣西南党内有一严重的危机，即地主富农充塞党的各级地方指导机关，党的政策完全是机会主义的政策，若不彻底肃清，不但不能执行党的伟大的政治任务，而且革命根本要遭失败。联席会议号召党内革命同志起来，打倒机会主义的政治领导，开除地主富农出党，使党迅速的布尔什维克化。

## 影响
会议将郭士俊、罗万、刘秀启、郭象贤认作“四大党官”，而予以枪毙。
根据这一会议精神，赣西南开展了“彻底肃清党内机会主义取消主义，开除党内的地主富农”的政治斗争，不久这场斗争又跟反AB团混在一起进行。到1930年10月，赣西南有1000多名共产党员，因为被认作地主富农，而被开除党籍；另外有1000多人，被认作AB团成员，而被处决。

### 书目
- 《AB团与富田事变始末》，戴向青、罗惠兰，河南人民出版社，1994年6月，ISBN 7-215-03230-2/D